# Бъръгану
Бъръгану (на румънски: Bărăganu) е село център на селска община в окръг Констанца в Северна Добруджа, Румъния. Наречено е на плодородната Береганска степ.
Кметството отстои на 4 км от канала Дунав – Черно море, на 7 км от Слънчевата магистрала и включва две села:
- Бъръгану (историческо наименование: Osmanfacâ, на турски: Osmanfakı);
- Лануриле (историческо наименование: Ebechioi, на турски: Ebeköyü).

## Демография
|  |  |  |

|  |  |  |

## Родени в Бъръгану
- Хорст Самсон – румънско-германски журналист, член на РКП.